# گردانفجار
گَردانفجار یا انفجار گرد و غبار یا انفجار ذرات (به انگلیسی: Dust Explosion) زمانی اتفاق می افتد که یک توده شناور گرد و غبار مخلوط با هوا توسط یک عامل شروع‌کننده دریک محفظه بسته مشتعل شده و فشار گازهای حاصل از اشتعال به شدت افزایش یابد.

## شرایط وقوع گردانفجار

پنج‌ضلعی گردانفجار
(نیازهای پنج‌گانه رخ دادن گردانفجار)

برای وقوع گردانفجار وجود پارامترهای زیر ضروری است :
- گرد و غبار قابل اشتعال (به‌صورت خالص یا مخلوط با گازهای دیگر)
- اکسیدایزر (اکسیژن هوا یا گازهایی مانند فلورین٬برومین و کلورین)
- منبع شروع اشتعال
- انتشار با تمرکز کافی و شناور بودن مخلوط گرد و غبار با اکسیدایزر
- فضای محدود (بدون این عامل فقط آتش سوزی رخ خواهد داد.)

## ذرات قابل انفجار
مطالعات تجربی نشان می‌دهد که در حدود ۷۰٪ جامداتی که در صنایع فرآوری می‌شوند و گرد و غبارهای حاصل از آن‌ها قابل اشتعال هستند و زمانی که به صورت گرد و غبار ابری شکل در هوا پخش شوند می‌توانند سبب گردانفجار شوند.
بسیاری از مواد قابل اکسایش و کاهش مانند گرد زغال٬ چوب اره و منیزیم می‌توانند باعث گردانفجار شوند. همچنین بسیاری از ذرات معمولی مانند آرد٬ شکر٬ شیرخشک٬ غلات و گرده‌های گیاهی توایی ایجاد گردانفجار را دارند. بعضی از فلزات مانند آلومینیوم و تیتانیوم در حالت پودری شکل می‌توانند توده ذرات معلق قابل انفجار تشکیل دهند.

## طبقه بندی مناطق دارای خطر گردانفجار
انجمن ایمنی و آتش‌نشانی ایران مناطق خطرناک را به چند دسته تقسیم می‌کند که در اصطلاح به آن‌ها Zone می‌گویند. Zone‌ها بر اساس بسامد رخداد در طی یک دوره زمانی مشخص، تعیین می‌شوند:
- Zone 20: به مناطقی گفته می‌شود که یک اتمسفر قابل انفجار شامل مخلوطی از هوا و ذرات گرد و غبار قابل احتراق به صورت دائم یا بیشتر اوقات برای مدت طولانی در آن‌ها وجود دارند.
- Zone 21 : به مناطقی گفته می‌شود که یک اتمسفر قابل انفجار شامل مخلوطی از هوا و ذرات گرد و غبار قابل احتراق به ندرت در شرایط نرمال فرایندی در آن‌ها وجود دارد.
- Zone 22 : به مناطقی گفته می‌شود که یک اتمسفر قابل انفجار شامل مخلوطی از هوا و ذرات گرد و غبار قابل احتراق در شرایط غیر نرمال فرایندی برای مدت کوتاهی در آن‌ها وجود دارد.

## روش‌های پیشگیری از گردانفجار
سه راه اساسی برای پیشگیری از گردانفجار به ویژه در معادن و کارگاه‌های صنعتی وجود دارد:
- جلوگیری از تجمع ذرات (آب‌پاشی٬ خاک‌پاشی٬ تهویه)
- کاهش قابلیت اشتعال ذرات (آب پاشی٬ استفاده از جاذب‌ها یا خنثی‌کننده‌ها مانند آهک)
- پیشگیری از شکل گرفتن شعله اولیه (پیشگیری از هر گونه فعالیت شعله دار و حرارت زا و سیستم‌های الکتریکی، روشنائی و تهویه نوع ضد جرقه)